# Seregno
Seregno es un municipio italiano de la provincia de Monza y Brianza y se halla a norte de las ciudades de Monza (12 km) y Milán (23 km).

## Transportes

### Aeropuerto
El aeropuerto más cercano es el de Linate.

### Conexiones ferroviarias
En Seregno hay una estación de ferrocarril de las líneas Milán-Monza-Como-Lugano y  Saronno-Seregno.

## Evolución demográfica
| Gráfica de evolución demográfica de Seregno entre 1861 y 2009 |
|                                                               |
| Fuente ISTAT - elaboración gráfica de Wikipedia               |